# Renzo Piano
Renzo Piano, né le 14 septembre 1937 à Gênes, est un architecte italien, sénateur à vie de la République italienne depuis le 30 août 2013. Il est notamment connu pour avoir gagné, à 33 ans, le concours du centre Pompidou à Paris, qu'il construisit avec Richard Rogers. Il a reçu le prix Pritzker, plus haute distinction de l’architecture, en 1998.

## Biographie
Issu d’une famille de constructeurs, Renzo Piano fait ses études à Caltanissetta et à Milan, où il passe son diplôme au département d'architecture de l'École polytechnique de Milan en 1964. Il travaille ensuite avec son père, puis sous la direction de Franco Albini, mort en 1977.
Après avoir obtenu son diplôme d’architecte à l'École polytechnique de Milan en 1964, il alterne de 1965 à 1970 ses premiers travaux expérimentaux avec son frère Ermanno avec de nombreux voyages de recherche et de découverte en Grande-Bretagne et aux États-Unis. C'est à cette époque qu'il fait la connaissance de Jean Prouvé, avec lequel il se lie d'amitié, et qui influencera considérablement son œuvre.
En 1971, il fonde à Londres l'étude « Piano & Rogers » en collaboration avec Richard Rogers, avec lequel il remporte le concours pour le centre Pompidou de Paris.
Du début des années 1970 aux années 1990, il collabore avec Peter Rice, avec lequel il crée l’« Atelier Piano & Rice », qui fut actif de 1977 à 1981.
Renzo Piano dirige aujourd'hui une agence internationale d'architecture, le Renzo Piano Building Workshop (RPBW), dont les bureaux sont situés à Paris où il vit, et à Gênes.
L’ensemble de l’agence compte environ 130 employés, dont 90 architectes.
En 1998, il obtient le prix Pritzker d'architecture.
En 2010, il remporte le concours pour la construction d'un nouveau palais de justice à Paris, livré le 11 août 2017.
Depuis sa formation en 1981, l'agence de Renzo Piano a réalisé plus de 120 projets en Europe, en Amérique et dans la zone Asie-Pacifique. Parmi les plus connus se trouvent la Menil Collection à Houston (Texas), le terminal 1 de l’aéroport international du Kansai à Osaka au Japon, le centre culturel Tjibaou à Nouméa en Nouvelle-Calédonie, une micromaison sur la Campus Vitra, la fondation Beyeler à Bâle, le centre Paul-Klee à Berne, l’Auditorium Parco della Musica de Rome, la Maison Hermès à Tokyo, la rénovation et l’extension de la Morgan Library et le New York Times Building à New York, la rénovation et l’extension de l'Académie des sciences de Californie à San Francisco. Parmi ses projets les plus récents figurent la tour The Shard à Londres, le Musée d'Art contemporain Astrup-Fearnley à Oslo, la fondation Pathé à Paris, le campus de la Columbia University à New York, le centre culturel de la fondation Stávros-Niárchos, l'École normale supérieure (ENS) Paris-Saclay à Gif-sur-Yvette ou encore le Whitney Museum of American Art à New York.
Dans un nouveau registre, il travaille sur le projet de reconstruction des remontées mécaniques Lognan-Grands Montets à Argentière, commune de Chamonix (74)

### Sénateur à vie
Il est nommé sénateur à vie par le président italien Giorgio Napolitano le 30 août 2013, en même temps que Carlo Rubbia, Claudio Abbado et Elena Cattaneo.

### Vie privée
Renzo Piano s'est marié en 1962 avec Magda Arduino, avec laquelle il a trois enfants. Il est remarié depuis 1992 avec Emilia Rossato et a adopté avec elle un enfant.
Depuis avril 2023, il est membre du conseil d'administration de la Fondation Agnelli.

## Œuvre

### Un architecte en constant renouvellement

Centre Pompidou, Paris.

Les premiers moments du parcours de Renzo Piano sont marqués par sa collaboration avec Richard Rogers, leur proximité avec les théories et l'esthétique développées par le groupe Archigram ainsi qu'un intérêt personnel pour les travaux de Jean Prouvé. Cela explique pour une grande part l'affirmation des éléments techniques des bureaux de B&B (Novedrate, Italie, 1971-1973) et surtout du centre Pompidou (1971-1977), dont le concours est arbitré par Jean Prouvé lui-même. On retrouvera régulièrement cette tendance dans la suite de son œuvre avec l'aéroport de Kansaï au Japon (1994) ou avec la tour du New York Times (2008). D'autres édifices, comme le centre Jean-Marie Tjibaou de Nouméa ou le Zentrum Paul Klee de Berne, reprennent de nombreux détails du même ordre. Chacun de ces édifices se présente comme un mécano géant dont on perçoit le mode de construction; les éléments constructifs, souvent en métal, y sont mis en scène esthétiquement ; l'édifice est largement géré par des capteurs qui ouvrent ou ferment les volets, etc. ; les mécanismes des ascenseurs et escaliers mécaniques sont visibles... Autant de caractéristiques souvent rapprochées du mouvement high tech.
Tandis que Richard Rogers a poursuivi avec une grande constance dans cette veine esthétique, l'œuvre de Renzo Piano est marquée par un profond souci d'intégration dans le contexte. Cela le conduit à adapter les formes de son bâtiment à l'environnement dans lequel il prend place.
Ainsi, quelques années après le centre Pompidou, il dessine la Menil collection, musée d'art moderne et contemporain situé à Houston, au Texas (1986). Attentif à l'architecture vernaculaire des quartiers pavillonnaires américains, il change complètement de style pour barder ce musée de planches de cyprès fixées à une ossature métallique. Alors que le centre Pompidou se dressait comme un monument dans Paris, la Menil collection s'adapte à l'échelle de la ville environnante.
On retrouvera cette adaptation au contexte dans de nombreux projets :
- Le centre culturel Tjibaou à Nouméa reprenant la forme d'un village kanak,
- Le musée de Sciences NEMO dans le port d'Amsterdam,
- La fondation Beyeler, dont la pierre de parement reprend les teintes rouges de nombreux édifices historiques de la ville de Bâle (bien qu'elle vienne de l'autre bout du monde),
- Le centre commercial Bon volcan à Nola près de Naples, qui reprend la forme du Vésuve (40° 56′ 59,02″ N, 14° 29′ 17,13″ E),
- Une tour de bureaux de Sydney qui se veut un hommage à l'opéra de la ville en reprenant ses formes organiques et sa couleur blanche inspirées des voiles de bateaux,
- Le Centre Paul-Klee à Berne, dont les ondulations rappellent celles des collines environnantes, tandis que la ligne sinueuse de la façade est un hommage aux théories esthétiques de Paul Klee (peintre et professeur au Bauhaus),
- L'extension du High Museum of Art à Atlanta, dont l'esthétique rectiligne et blanche reprend le style caractéristique du bâtiment adjacent de Richard Meier.

Ce questionnement des enjeux de l'édifice et du contexte génère un perpétuel renouvellement des formes, des textures et des couleurs : tuyaux colorés du centre Pompidou (à Paris), planches de cyprès de la Menil collection, éléments de terre-cuite ocre-rouge de l'IRCAM ou de la cité internationale de Lyon, béton brut du stade de Bari, panneaux de métal de l'aéroport de Kansaï, lamelles de bois du centre Jean-Marie-Tjibaou, cuivre oxydé (vert) au musée d'Amsterdam ou à l'église de Padre Pio à San Giovanni Rotondo, éléments de terre cuite ocre-jaune de la Potsdamer Platz de Berlin, pierre rouge de la fondation Beyeler, toiture en plomb du Parco della Musica de Rome, blancheur des immeubles de Sydney ou de New York, panneaux vitrés du grand magasin de Cologne, etc.
Les derniers projets de l'architecte semblent rompre avec cette volonté permanente de renouvellement et de diversité. Les formes organiques souvent employées par le passé sont abandonnées au profit de formes rectilignes plus classiques ; la plupart des édifices sont blancs. Ceci peut s'expliquer par le fait que Piano dessine de nombreuses extensions d'édifices plus anciens : le LACMA à Los Angeles, le High Museum of Art d'Atlanta, la Morgan Library de New York, Institut d'art de Chicago, etc. Malgré cette uniformité esthétique, l'architecture ne perd rien dans la qualité des matériaux, du dessin des détails, de la lumière.

### L'architecte spécialiste des musées
Les musées occupent une part importante de sa production : l'agence de Renzo Piano a construit à Amsterdam, Atlanta, Bâle, Berne, Chicago, Dallas, Gênes, Houston (2 musées), Los Angeles, Lyon, Nouméa, Paris (2 musées), San Francisco, Turin. Il a toujours fait preuve, en cette matière, d’un perpétuel souci d’innovation, autant du point de vue esthétique que technique. 
Ainsi, le centre Pompidou (Paris, 1977, conçu avec Richard Rogers) marque la volonté de renouveler profondément l'image d'un tel équipement culturel afin d'attirer un large public. La muséographie y est particulière : initialement, les vastes plateaux d'exposition étaient divisés par des cimaises placées librement dans l'espace, sans imposer de parcours aux visiteurs (cet aménagement s'est révélé peu efficace et a été modifié par la suite). La lumière est partiellement apportée par les façades vitrées, mais surtout par l'éclairage artificiel, solutions souvent rejetées par l'architecte dans la suite de sa carrière.

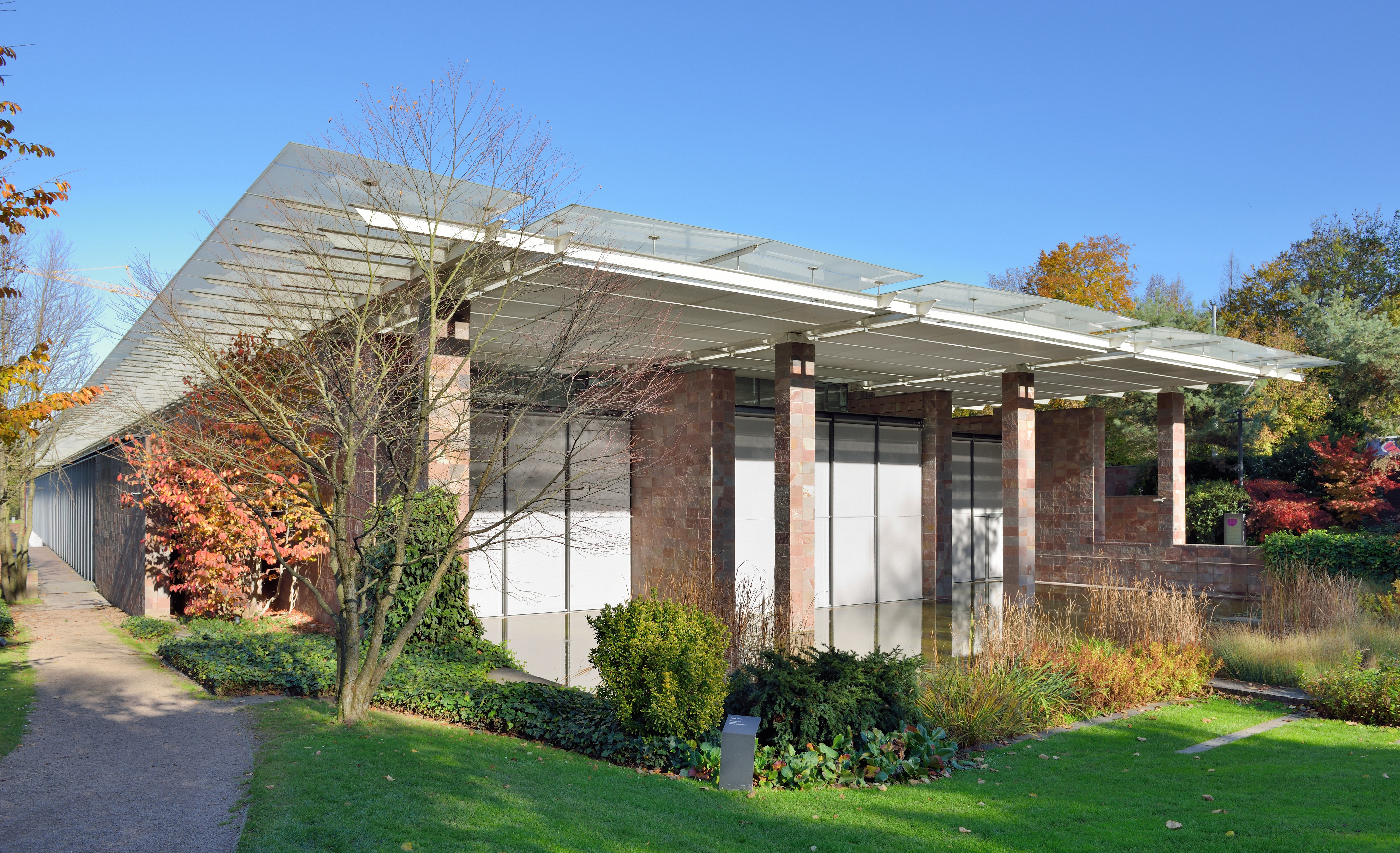
Fondation Beyeler, Riehen (Bâle), Suisse.

Avec la Menil collection (Houston, 1982-1986), Renzo Piano pose les bases d'une nouvelle vision du musée qu'il développera par la suite de la Fondation Beyeler à Bâle jusqu'à la récente extension de l'Art Institute of Chicago. Il s'agit désormais d'opter pour une esthétique très sobre (plan rectangulaire, emploi de bois ou de pierre pour le parement de façade, etc.) tout en développant un savoir-faire exceptionnel en matière de lumière zénithale. Désormais, chaque musée conçu par Renzo Piano développera un nouveau système de toits à redans et de filtres visant à tamiser la lumière. Cette sobriété architecturale, associée à la sophistication de l'éclairage, a un but principal: mettre en valeur les œuvres exposées.

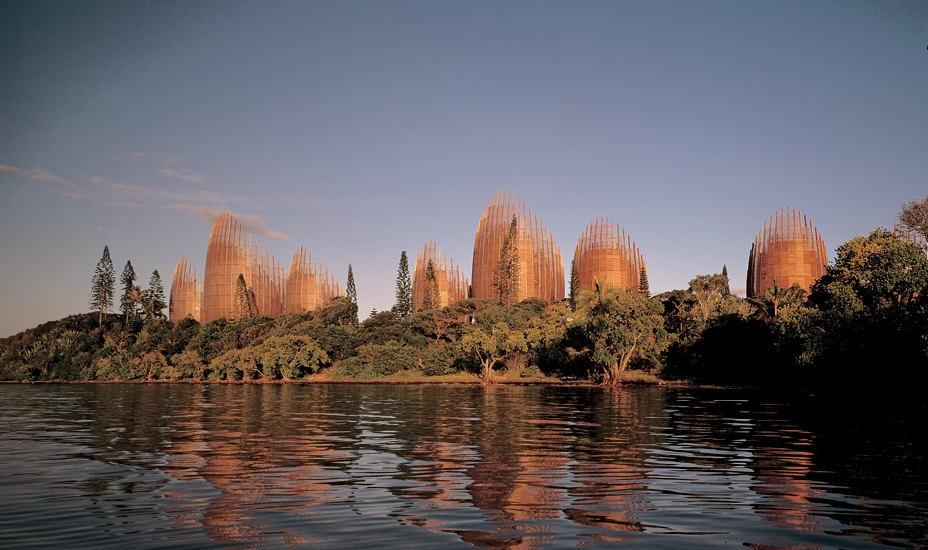
Centre culturel Tjibaou, Nouméa.

Le Centre culturel Tjibaou de Nouméa (Nouvelle-Calédonie, 1997), que l'on peut assimiler à un musée bien que ses affectations soient plus larges, est une exception dans ce parcours. Le contexte historique, politique et paysager l'imposait. Il s'agissait de rendre hommage à la culture kanak et de préserver le site naturel. Le musée est donc conçu comme un village traditionnel avec une série de maisons à la silhouette caractéristique, alignées le long d'un chemin-galerie. Les coques respectent l'échelle de la végétation environnante. Par son rapport avec le paysage et le choix des matériaux, ce musée est devenu une icône de l'architecture verte. Au-delà de l'aspect extérieur, ce caractère écologique tient aussi à son système de climatisation naturelle obtenu grâce à la forme de chacune des coques.

## Distinctions
- Son parcours a été récompensé, parmi de nombreux autres prix, par la « Royal Gold Medal » pour l'architecture au RIBA en 1989, le « Praemium Imperiale » à Tokyo en 1995, le « Pritzker Architecture Prize » en 1998, et l'AIA Gold Medal de l'American Institute of Architect en 2008. Il est nommé chevalier grand-croix de l'ordre du Mérite de la République italienne, officier de la Légion d'honneur en 2000 et chevalier grand-croix de l'ordre d'Alphonse X le Sage en 2017[4].
- Il a reçu l'Équerre d'argent en 2017 pour le nouveau Tribunal de Paris[5].
- L'astéroïde (216241) Renzopiano est nommé en son honneur.

## Principales réalisations
- 1971 : bureaux de la société B&B, Côme, Italie,
- 1974 : maisons individuelles, Cusago, Milan, Italie,
- 1977 : centre national d'art et de culture Georges-Pompidou, Paris, France[6]
- 1979 : réhabilitation du centre historique d'Otrante, Italie (projet de l'UNESCO)
- 1980 :
  - Prototype de la voiture expérimentale VSS pour Fiat, Turin, Italie,
  - Projet de rénovation du centre historique de Gênes, Italie (projet de l'UNESCO)
- 1982 :
  - Ensemble d'habitations du quartier de Rigo, Pérouse, Italie ;
  - Exposition rétrospective Alexander Calder, Turin, Italie
- 1984 :
  - Réhabilitation des établissements Schlumberger, Paris, France ;
  - Architecture scénique de l'opéra Prometeo de Luigi Nono, Venise, Italie ;
  - Bureaux pour la société Olivetti, Naples, Italie
- 1985 :
  - Bureaux de la société Lowara, Vicence, Italie ;
  - Restauration des anciens arsenaux, La Canée, Crète (projet de l'UNESCO)
- 1986 :
  - Musée de la collection Menil, Houston, États-Unis ;
  - Pavillon de l'exposition itinérante d'IBM ;
  - Restauration du fossé entourant la ville antique de Rhodes, Grèce (projet de l'UNESCO)
- 1990 :
  - Centre commercial «la Baleine» Bercy 2, Paris, France ;
  - Stade de football San Nicola, Bari, Italie ;
  - Extension de l'IRCAM, Paris, France ;
  - Bateaux de croisière pour P&O, É.-U.
- 1991 :
  - Immeubles d'habitation de la rue de Meaux, Paris, France (prix de l'Équerre d'argent) ;
  - établissements Thomson, Guyancourt, France ; stations de métro, Gênes, Italie
- 1992 :
  - Siège du Credito Industriale Sardo, Cagliari, Italie ;
  - aquarium et palais des congrès, Gênes, Italie

- 1994 :

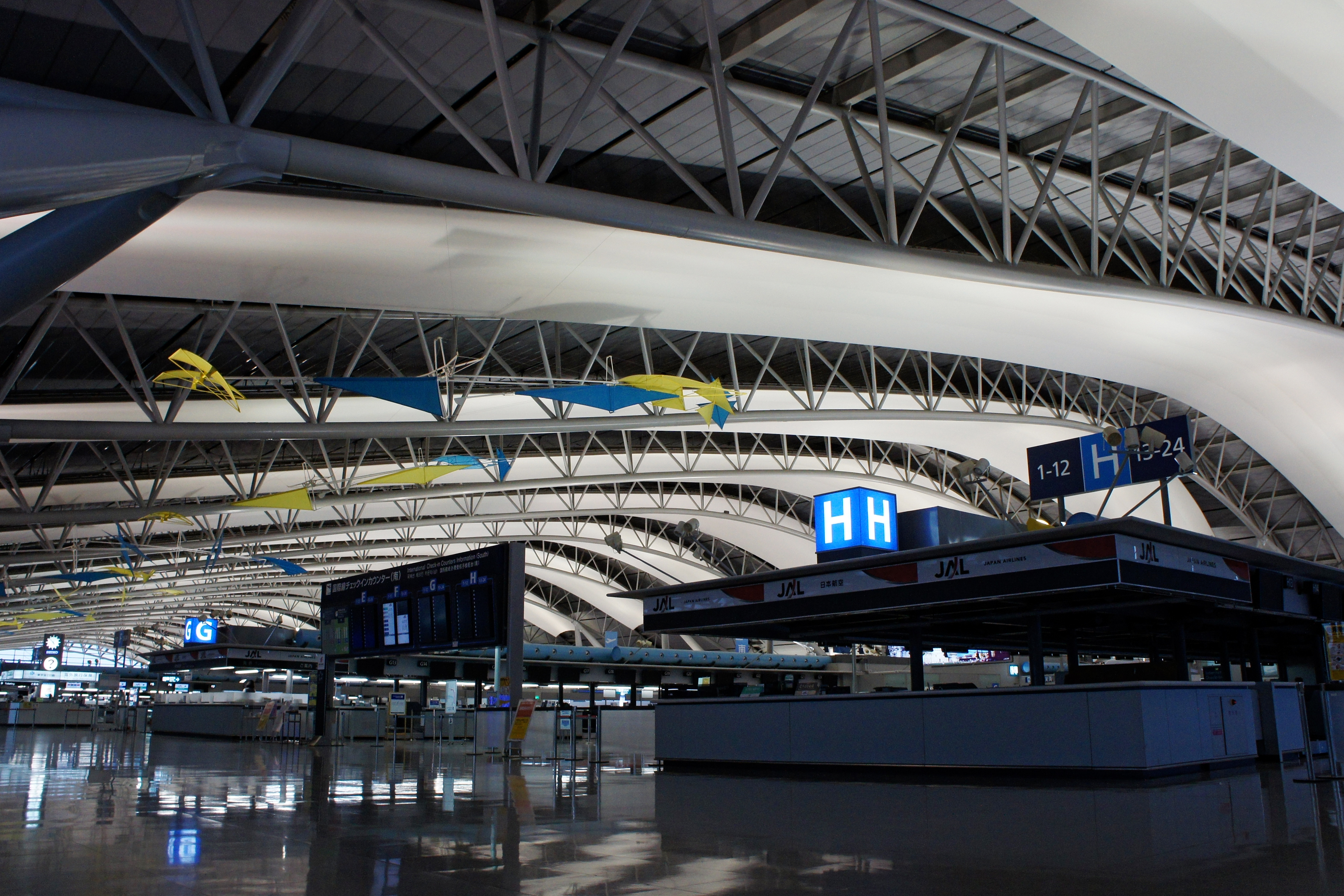
Le Terminal 1 de l'aéroport international du Kansai, Ōsaka, Japon.

  - Auditorium du Lingotto, Turin, Italie ;
  - Terminal 1 de l'aéroport international du Kansai, Ōsaka, Japon ;
  - Bureaux de Renzo Piano Building Workshop, Gênes, Italie
- 1995 :
  - Pavillon Cy Twombly, Houston, États-Unis
- 1996 :
  - Cité internationale de Lyon, France ; rue commerciale I Portici du Lingotto, Turin, Italie ;
  - pont d'Ushibuka, Kumamoto, Japon

- 1997 :

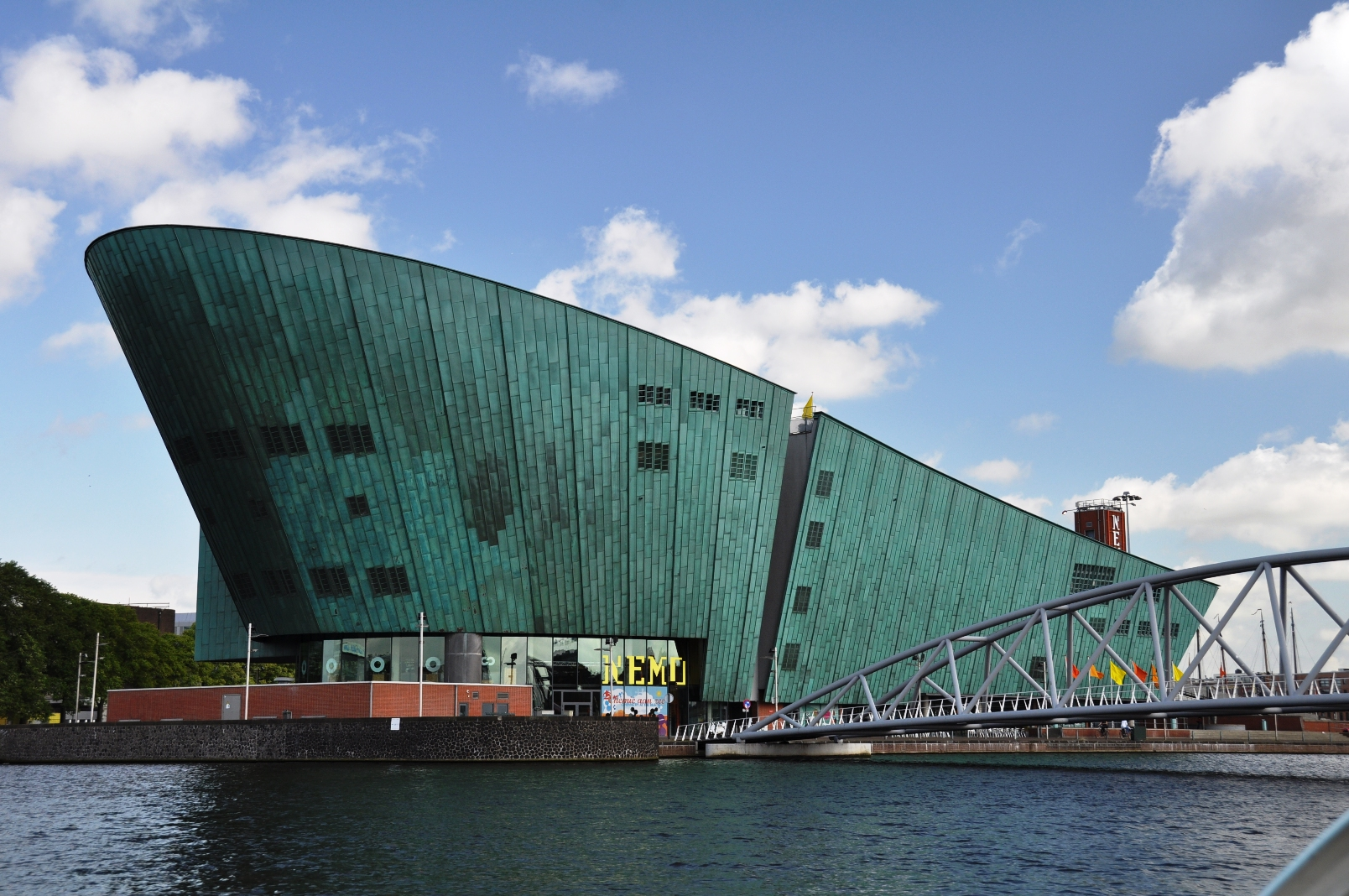
Musée NEMO.

  - Reconstruction de l'atelier Brancusi, Paris, France ;
  - NEMO, musée des sciences et technologies, Amsterdam, Pays-Bas[7]
  - Musée de la fondation Beyeler, Riehen/Bâle, Suisse[8]
- 1998 :
  - Centre culturel Tjibaou, Nouméa, Nouvelle-Calédonie ;
  - Centre design Daimler Benz, Sindelfingen, Stuttgart, Allemagne ;
  - Projet Daimler Benz de la Potsdamer Platz, Berlin, Allemagne
  - Siège social de la Banca Popolare di Lodi, Lodi, Italie
  - Tour Debis, siège de la société Daimler Benz, Potsdamer Platz, Berlin, Allemagne ;
- tunnel à vent de l'usine Ferrari, Maranello, Modène, Italie
- 1999 :
  - Hôtel et casino de la Cité internationale, Lyon, France ; aménagements externes du port antique, Gênes, Italie ;
  - centre commercial et bureaux, Lecco, Italie
  - rénovation du centre national d'art et de culture Georges-Pompidou à Paris.

- 2000 :

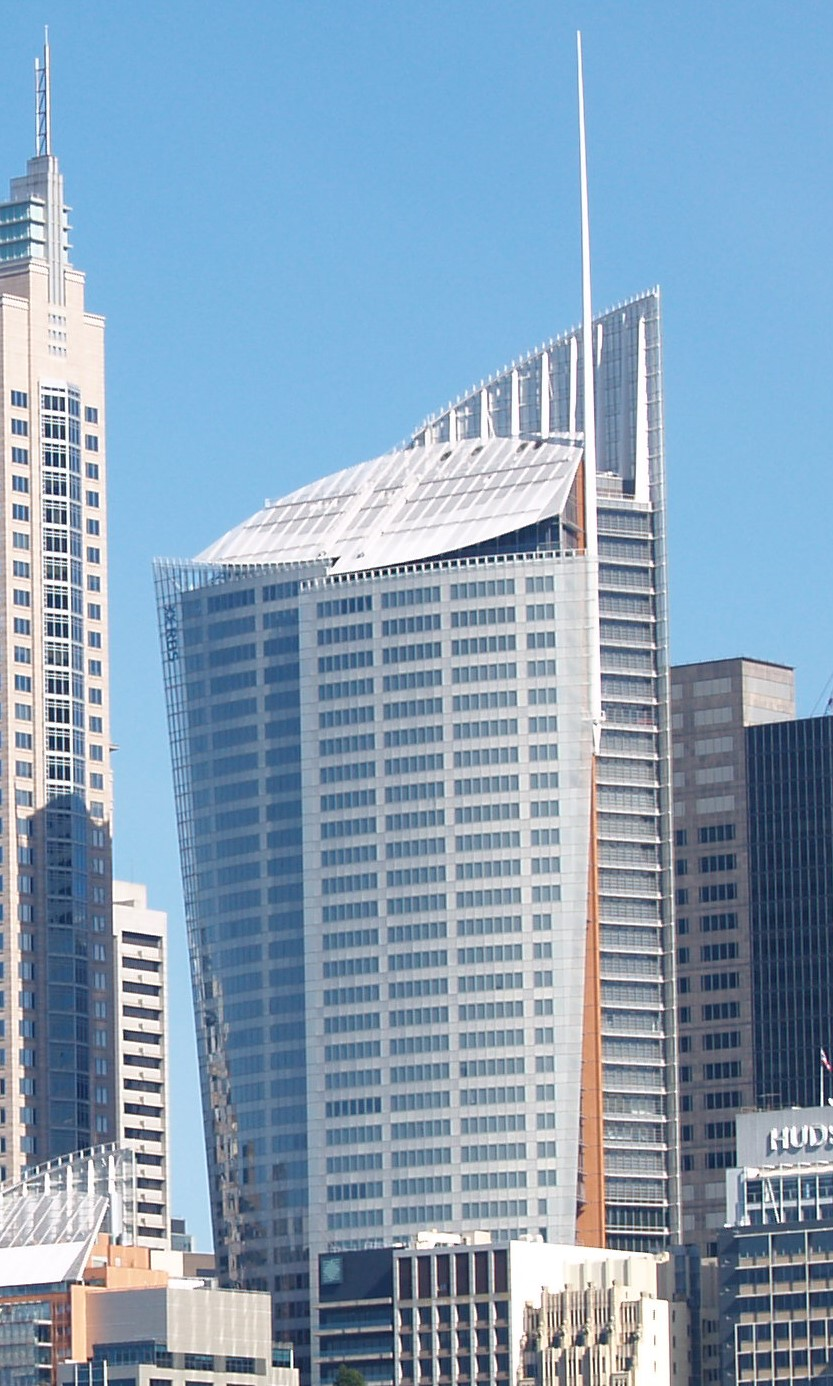
Aurora Place à Sydney, Australie.

  - Rénovation et réaménagement des abords du centre Pompidou, Paris, France
  - Immeuble de bureaux de la Potsdamer Platz, Berlin, Allemagne ;
  - Toren op Zuid, tour de bureaux de la société KPN, Rotterdam, Pays-Bas[9]
  - Tour de bureaux et d'appartements Aurora Place, Sydney, Australie ;
  - Extension du musée de la fondation Beyeler, Riehen/Bâle, Suisse
- 2001 :
  - Auditorium de la Banca Popolare di Lodi, Lodi, Italie ;
  - Maison Hermès, Tokyo, Japon ;
  - auditorium Niccolò Paganini, Parme, Italie ;
  - Rocca di Frassinello, Gavorrano, Italie
- 2002 :
  - Auditorium Parco della Musica, salle Petrassi (700 places), salle Sinopoli (1200 places) et la salle Santa Cecilia (2 800 places), Rome, Italie ;
  - Complexe de cinémas Pathé du Lingotto, Turin, Italie
- 2003 :
  - Nascher Sculpture center, Dallas, États-Unis
- 2004 :
  - Église de pèlerinage Padre Pio, San Giovanni Rotondo, Italie

- 2005 :

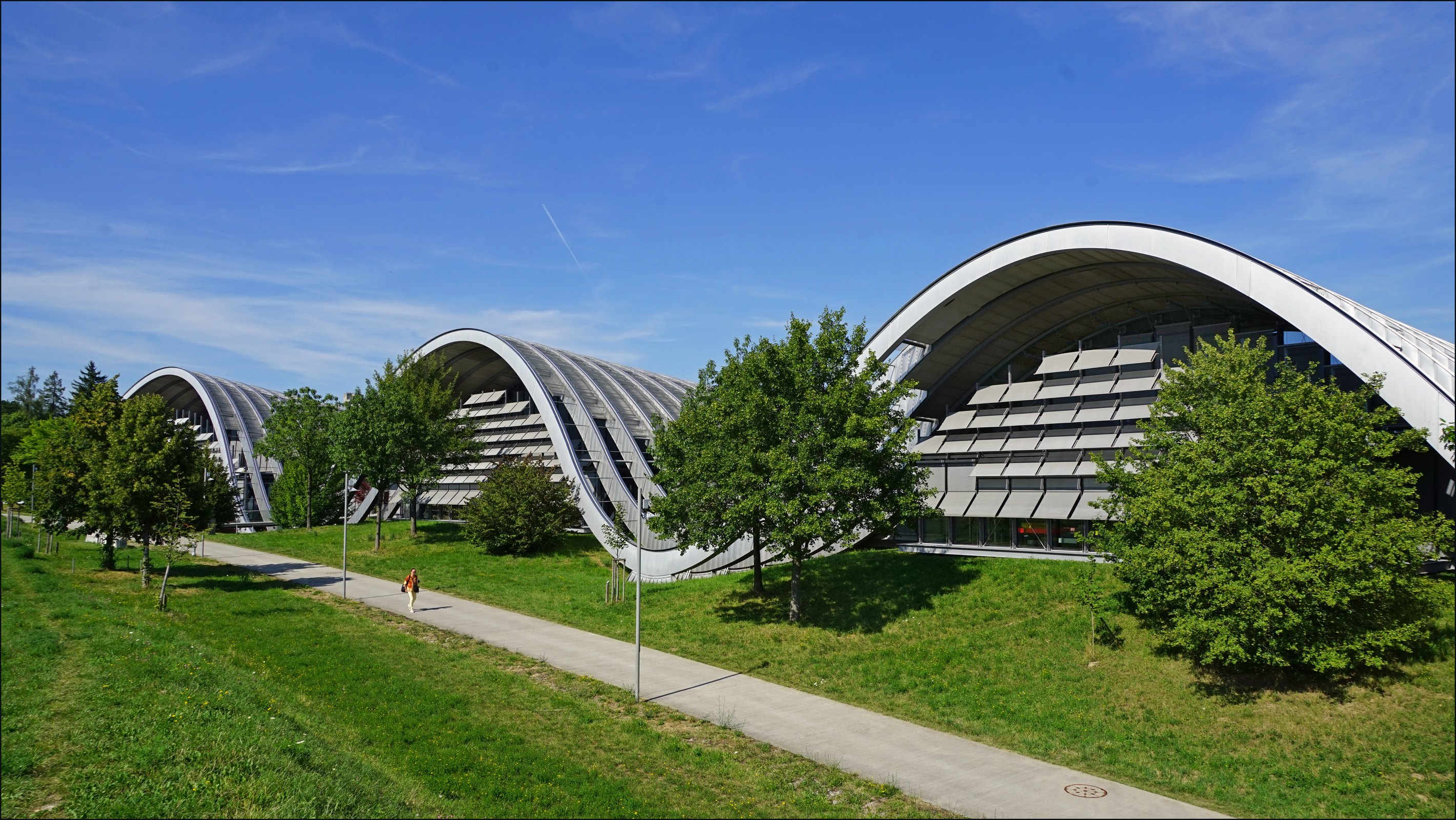
Centre Paul-Klee, Berne, Suisse.

  - Le Centre Paul-Klee à Berne, Suisse
  - Extension du High museum, Atlanta, États-Unis
  - Magasin P&C, Cologne, Allemagne
  - Siège EMI France, Paris, France
- 2006 :
  - Achèvement de la Cité internationale de Lyon, France
  - Base Luna Rossa, Valence, Espagne
  - Extension de la Morgan library, New York, États-Unis
  - Hôtel de la Cité Concorde, Lyon, France

- 2007 :

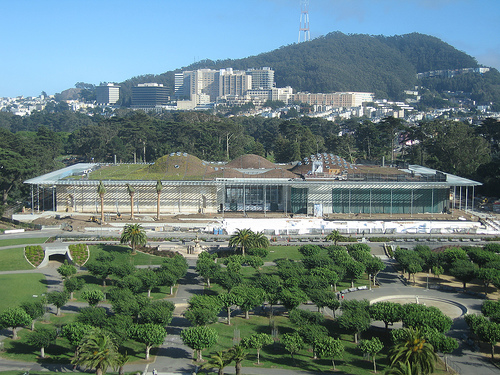
California Academy of Sciences, États-Unis.

  - Tour Intesa-SanPaolo à Turin, Italie
  - New York Times Building, Siège du New York Times, États-Unis
  - Centre commercial "Il Vulcano buono", Nola, Italie
- 2008 :
  - Broad Contemporary Art Museum, une nouvelle aile du Musée d'art du comté de Los Angeles en Californie[10].
  - Académie des sciences de Californie, San Francisco, États-Unis
- 2009 :
  - Extension de l'Art Institute of Chicago, États-Unis
  - Construction de la tour The Shard à Londres achevée en 2013

- 2010 :

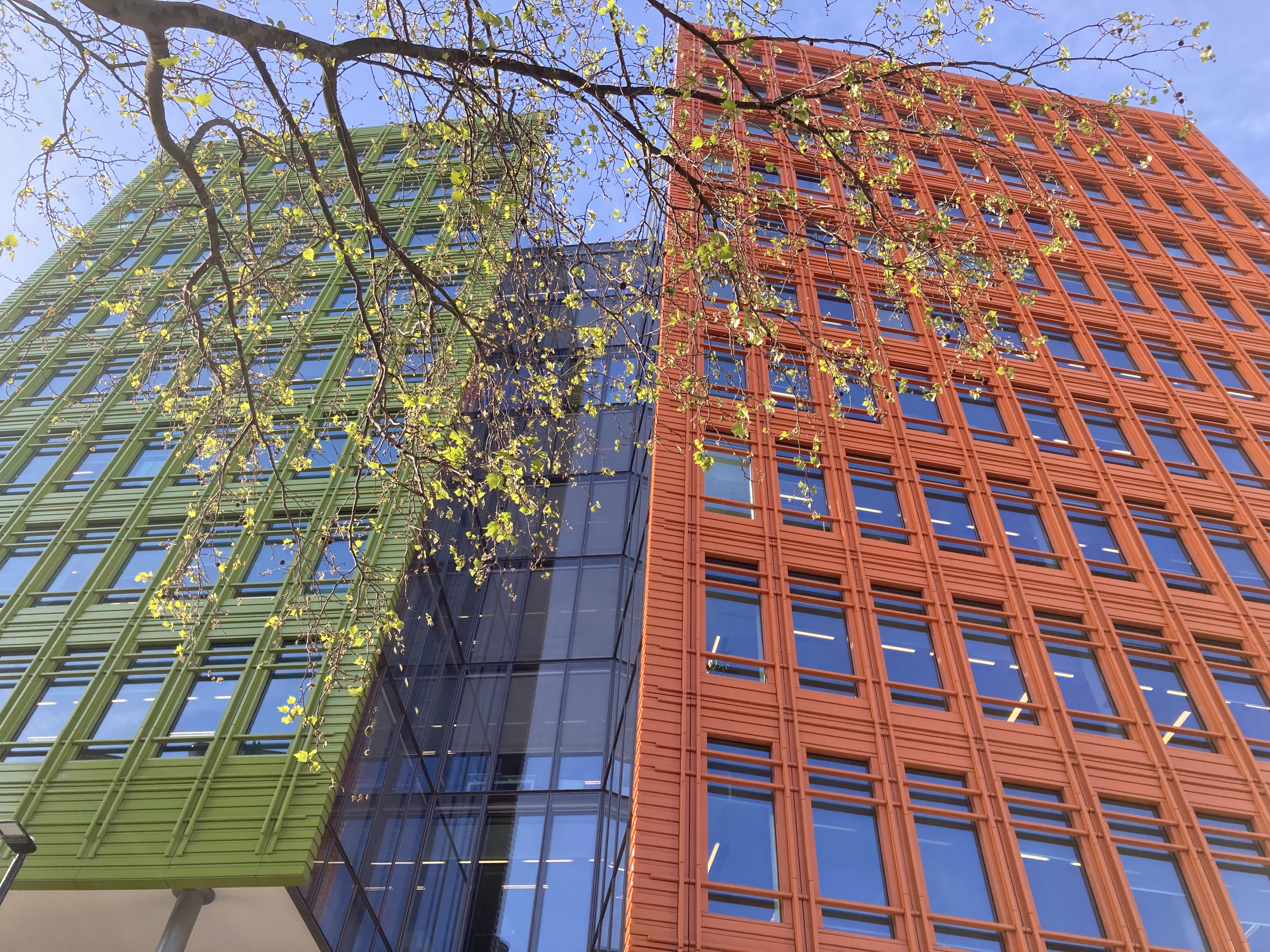
Central Saint Giles, Londres, Royaume-Uni.

  - Central Saint Giles à Londres, Royaume-Uni
- 2011 :
  - Couvent de clarisses à Ronchamp[11] en contrebas de la chapelle Notre-Dame-du-Haut de Le Corbusier sur la colline de Bourlémont.
  - Transformation de la citadelle en site universitaire, Amiens, France.
  - Campus de l'université Columbia, New York, États-Unis.

- 2012 : 
  - nouvelle cité judiciaire de Paris, siège du tribunal de grande instance, Paris, France.

- 2013 :
  - Extension de l'aquarium de Gênes, Italie
- 2014 :
  - Siège de la Fondation Jérôme Seydoux-Pathé[12], Paris XIIIe.

- 2015 :

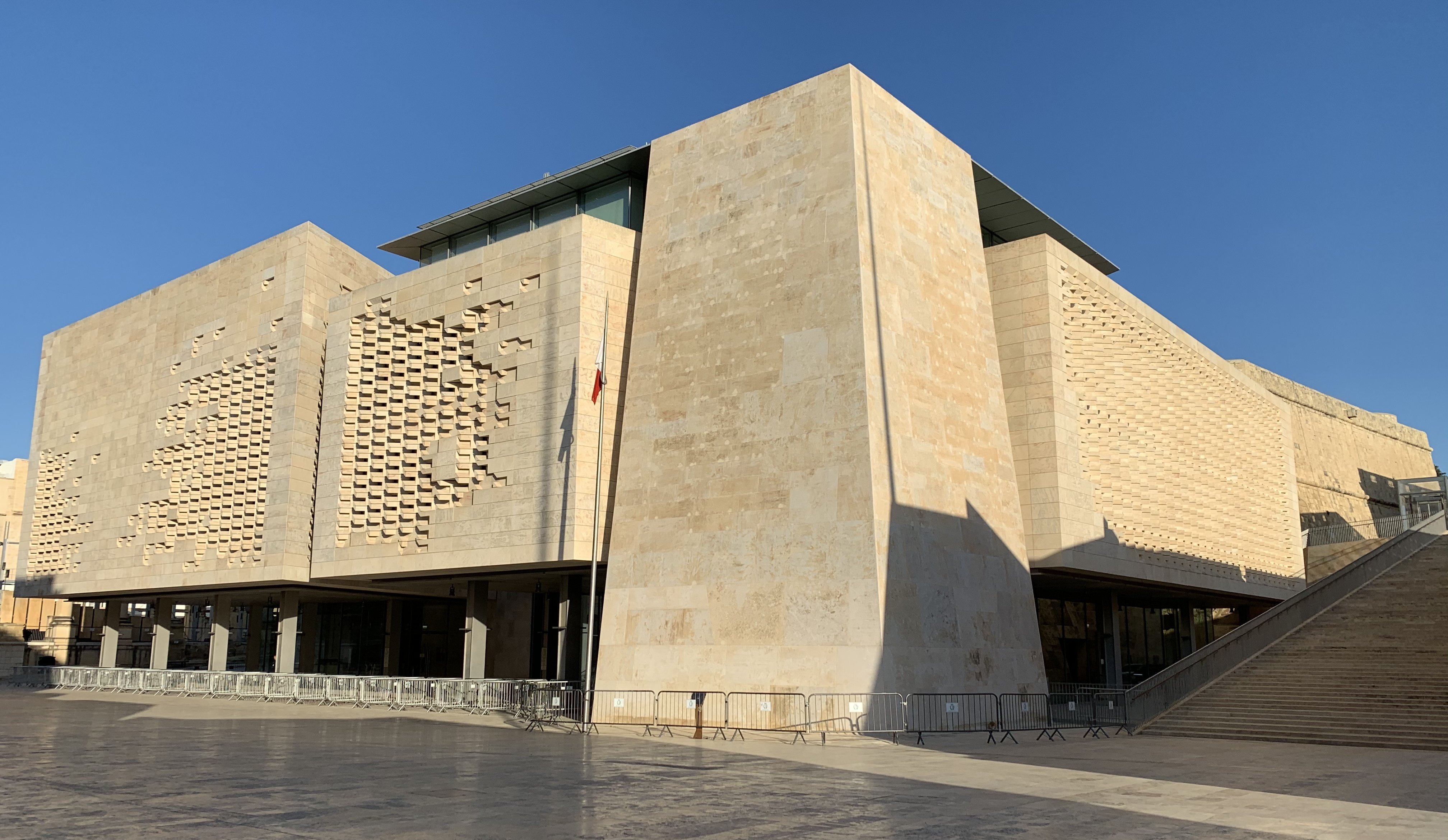
Parliament House (La Valette).

  - Rénovation et extension du musée des beaux-arts de l'université de Harvard, Cambridge (Massachusetts), États-Unis
  - Réaménagement de l'entrée de la ville de La Valette et fin de construction du nouveau siège du Parlement de Malte[13].
- 2016 :
  - Centre culturel de la fondation Stávros-Niárchos, à Kallithéa, dans la banlieue d'Athènes
- 2017 :
  - Centre Botín, à Santander, dans le nord de l'Espagne.
- 2020 :
  - Viaduc Gênes-Saint-Georges, ouvrage autoroutier qui remplace le pont Morandi de Gênes qui s'est effondré en 2018.

- 2021 :

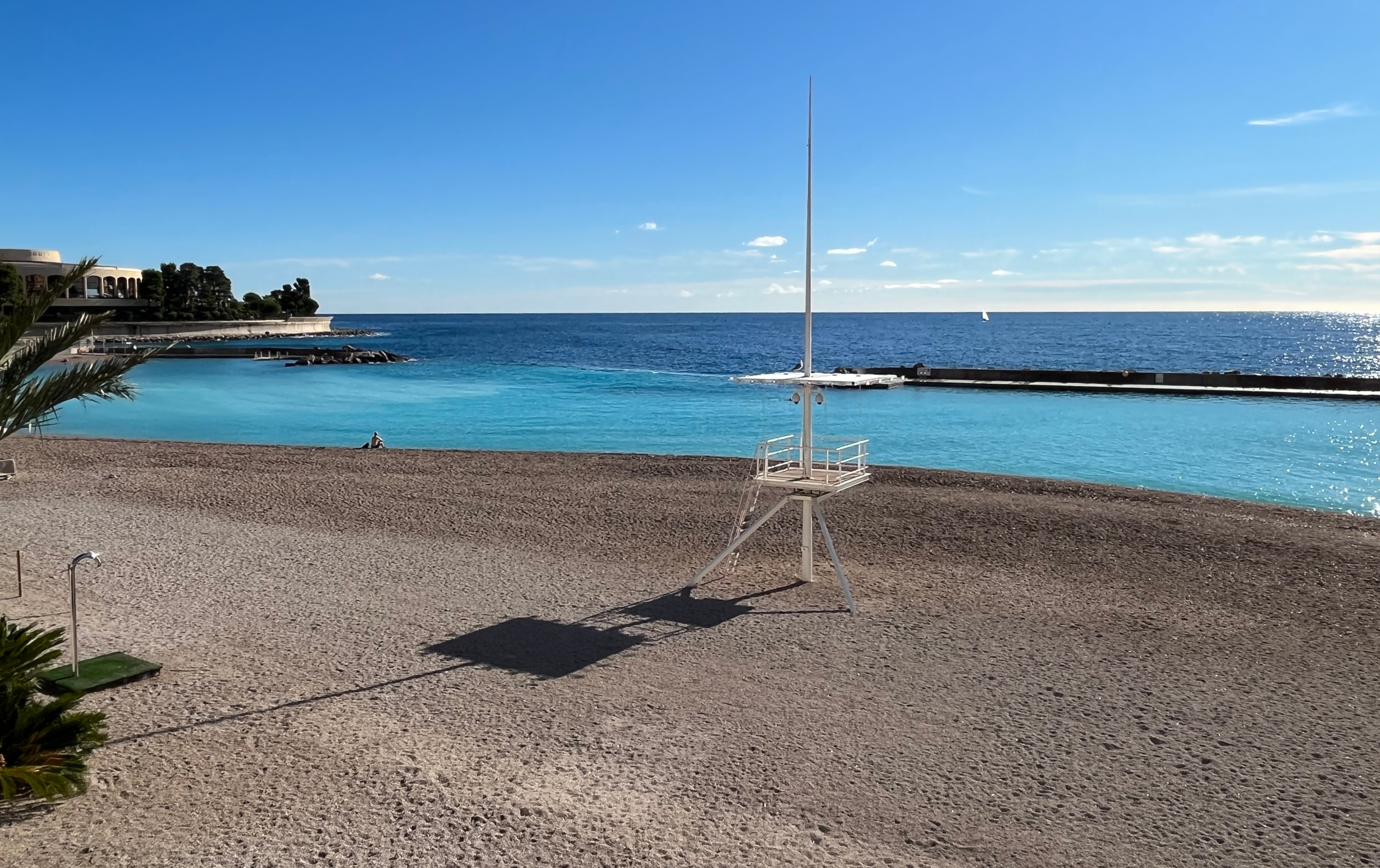
Une plate-forme de surveillance de baignade sur une plage à Monaco.

  - Renzo Piano a été missionné pour redessiner et repenser l’Est de la Principauté de Monaco avec l’extension en mer et le renouveau du complexe balnéaire du Larvotto[14].
  - École normale supérieure Paris-Saclay, Saclay, France.
  - Fubon Group Xinyi Headquarters, Taïpei, Taïwan
- 2022 :
  - Le Portail de la science au CERN

### Œuvre menacée
- 2020 : le centre commercial Bercy 2, dit « La Baleine », à Charenton-le-Pont est menacé de destruction[15], les promoteurs du futur quartier considérant que l'enveloppe métallique à structure bois ne peut pas accueillir le cluster de PME-TPE prévu après déménagement des commerces.

## Filmographie
2023 : Vers un avenir radieux (Il sol dell'avvenire) de Nanni Moretti: lui-même